# Padasuka (Cibinong)
Padasuka is een bestuurslaag in het regentschap Cianjur van de provincie West-Java, Indonesië. Padasuka telt 5311 inwoners (volkstelling 2010).